# IV. Fliegerkorps
Le IV. Fliegerkorps   (4e Corps aérien) a été l'un des principaux Corps de la Luftwaffe allemande durant la Seconde Guerre mondiale.

## Création et différentes dénominations
Il a été formé le 11 octobre 1939 à Düsseldorf à partir de la 4. Flieger-Division. Ce Corps a été dissous le 16 septembre 1944 et son Stab a formé le Kommandierenden General der Deutschen Luftwaffe in Dänemark (Commandement général de la Luftwaffe allemande au Danemark).

## Commandement

Drapeau du chef du Fliegerkorps

| Début            | Fin               | Grade         | Nom                 |
| ---------------- | ----------------- | ------------- | ------------------- |
| 11 octobre 1939  | 19 août 1940      | Generaloberst | Alfred Keller       |
| 20 août 1940     | 24 août 1943      | General       | Kurt Pflugbeil      |
| 4 septembre 1943 | 16 septembre 1944 | General       | Rudolf Meister (en) |

## Chef d'état-major
| Début             | Fin               | Grade        | Nom                                 |
| ----------------- | ----------------- | ------------ | ----------------------------------- |
| 11 octobre 1939   | 19 décembre 1939  | Oberst       | Alexander Holle                     |
| 19 décembre 1939  | 27 décembre 1939  | Oberst       | Josef Kammhuber                     |
| 27 décembre 1939  | 31 janvier 1940   | Oberst       | Alexander Holle                     |
| ?                 | ?                 | ?            | ?                                   |
| 20 février 1941   | 30 septembre 1941 | Oberst       | Hans-Detlef Herhudt von Rohden (de) |
| ?                 | 23 février 1943   | Oberst       | Torsten Christ (en)                 |
| 23 février 1943   | 30 novembre 1943  | Oberleutnant | Anselm Brasser                      |
| 1er décembre 1943 | 31 mai 1944       | Oberst       | Walter Storp                        |
| ?                 | ?                 | ?            | ?                                   |

## Quartier Général
Le Quartier Général s'est déplacé suivant l'avancement du front.
| Début          | Fin            | Ville          |
| -------------- | -------------- | -------------- |
| Octobre 1939   | Mai 1940       | Düsseldorf     |
| Juillet 1940   | Juin 1941      | Dinard         |
| Juin 1941      | Juillet 1941   | Ramnicul-Sarat |
| Juillet 1941   |                | Balti          |
| Juillet 1942   |                | Stalino        |
| Août 1942      |                | Maikop         |
| Novembre 1942  |                | Salsk          |
| Octobre 1943   |                | Kirovograd     |
| Décembre 1943  |                | Novooukraïnka  |
| Décembre 1943  | 2 juillet 1944 | Brest-Litovsk  |
| 2 juillet 1944 | Août 1944      | Varsovie       |
| Août 1944      | Septembre 1944 | Thorn          |

## Rattachement
| Octobre 1939 - Juillet 1940    |  | Luftflotte 2 |
| Juillet 1940 - Juin 1941       |  | Luftflotte 3 |
| Juin 1941 - Décembre 1943      |  | Luftflotte 4 |
| Décembre 1943 - Septembre 1944 |  | Luftflotte 6 |

## Unités subordonnées
- Mai 1940 :
  - Lehrgeschwader 2
  - Kampfgeschwader 27
  - Kampfgeschwader 28
  - Kampfgeschwader 40 (un seul Staffel)
  - Kampfgruppe 100
  - Küstenfliegergruppe 606
  - Küstenfliegergruppe 806
  - 3./Aufklärungsgruppe 121
  - Zerstörergeschwader 26
- Juin 1941 :
  - Kampfgeschwader 27
  - Kampfgeschwader 51
  - Jagdgeschwader 77
  - Sturzkampfgeschwader 77
  - 3.(F)/Aufklärungsgruppe 121
- Septembre 1941 :
  - Kampfgeschwader 27
  - Kampfgeschwader 51
  - Jagdgeschwader 77 (sans le I. Gruppe)
  - 3. / Lehrgeschwader 2
  - 3. / (F) 121
  - 3. / (F) Ob.d.L.
  - 6. / Kampfgeschwader 26
  - 1. / Kampfgeschwader 28
  - Sonderkommando M.S.
  - Transportstaffel
  - Verbindungsstaffel
  - Luftnachrichten-Regiment 34
- Novembre 1941 :
  - Kampfgeschwader 27
  - Kampfgeschwader 51
  - Jagdgeschwader 77 (sans le I. Gruppe)
  - I. / Lehrgeschwader 2
  - II. / Jagdgeschwader 3
  - III. / Jagdgeschwader 52
  - I. und III./ Stuka-Geschwader 77
  - 3. / (F) 121
  - Transportstaffel
  - Verbindungsstaffel 70
  - Luftnachrichten-Regiment 34
- Janvier 1943 :
  - Kampfgeschwader 51
  - Jagdgeschwader 52
  - Sturzkampfgeschwader 77
- Septembre 1944 :
  - Kampfgeschwader 3
  - Kampfgeschwader 4
  - Kampfgeschwader 27
  - Kampfgeschwader 53
  - Kampfgeschwader 55
  - Schlachtgeschwader 1
  - Nachtschlachtgruppe 2
  - Fernaufklärungsgruppe 2
  - Fernaufklärungsstaffel 2./100
  - Nahaufklärungsgruppe 4